# مهرجان الزيتون بالجوف
مهرجان الزيتون بالجوف هو مهرجان يهدف لتسويق إنتاج الزيتون وزيت الزيتون للمزارعين والشركات الكبرى بمنطقة الجوف، وهو من أشهر المهرجانات التي تقام في المنطقة وقد بلغ عدد زائريه قرابة 95 ألف شخص. جاءت فكرته من قبل أمين منطقة الجوف محمد بن حمد الناصر ويشرف عليه ويدعمه الأمير فهد بن بدر بن عبد العزيز، ويعد ياسر العلي عراب المهرجان إبان انطلاقته سنة 2008م. 
يقام المهرجان بمركز الأمير عبد الإله بن عبد العزيز بمدينة سكاكا.